# Sint-Jan Baptistkerk (Nieuwenhove)

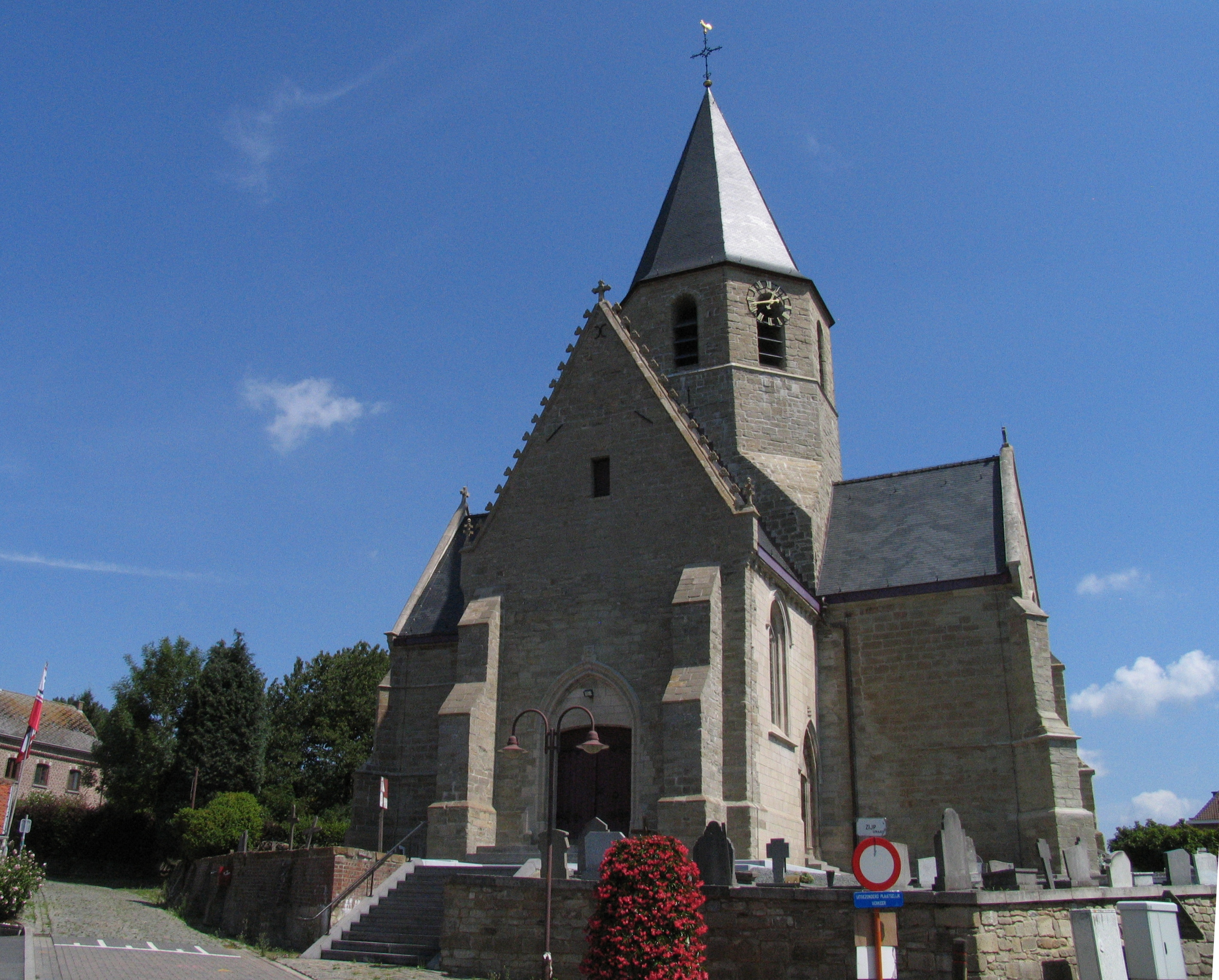
Sint-Jan Baptistkerk

De Sint-Jan Baptistkerk is de parochiekerk van de tot de Oost-Vlaamse gemeente Geraardsbergen behorende plaats Nieuwenhove, gelegen aan de Zijpstraat.

## Geschiedenis
Al in 1090 werd melding gemaakt van een bedehuis op deze plaats. In de 13e eeuw stond er een eenbeukig kerkje met centrale toren. In 1451 werd een transept toegevoegd terwijl aan de zuidkant een kapel voor de heren van het dorp werd opgetrokken. In 1738 en 1794 werden koor respectievelijk kerkschip voorzien van rococostucwerk. In 1772 werd de westgevel, met de toegangsdeur in Lodewijk XV-stijl, herbouwd.
In 1905 werd de toren door brand getroffen en in 1907 volgde restauratie in neogotische trant. Ook werden er aan de noordzijde twee kapellen bijgebouwd.

## Gebouw
Het betreft een eenbeukige kruiskerk met vieringtoren. Deze heeft een vierkante onderbouw en een achtkante bovenbouw. De oudste delen van de kerk zijn in zandsteen uitgevoerd en de neogotische delen in natuursteen. Het koor is vlak afgesloten.
De kerk wordt omringd door een kerkhof.

## Interieur
Het schip wordt overkluisd door een houten spitstongewelf. De kerk bezit een hardstenen romaans doopvont (12e-13e eeuw). Het kerkmeubilair is grotendeels 19e-eeuws. De koorbank en de biechtstoel stammen uit de 18e eeuw.